# Dar Oulad Zidouh
Dar Oulad Zidouh (en àrab دار اولاد زيدوح, Dār Ūlād Zīdūḥ; en amazic ⴷⴰⵕ ⵡⵍⴷ ⵣⵉⴷⵓⵃ) és una comuna rural de la província de Fquih Ben Salah, a la regió de Béni Mellal-Khénifra, al Marroc. Segons el cens de 2014 tenia una població total de 31.170 persones.